# Metrom
Metrom Brașov este o companie producătoare de armament din România.
Compania a fost înființată în 1923 și are o tradiție în domeniul metalurgiei neferoaselor și a construcției de mașini pentru Industria Militară, de Securitate și Civilă.
În anul 2002, a fost reorganizată ca societate comercială controlată de Romarm.
Metrom are ca obiect de activitate fabricarea armamentului și muniției.
ROMARM mai deține pachetul majoritar de 96,30% din acțiuni, iar AVAS 3,7%.
Metrom a mai înființat în anul 2005 și compania Rom Compressor Brașov, în care deține 49% din acțiuni.
Număr de angajați:
- 2008: 212[2]
- 2007: 274[2]
- 2002: 2.600[3]

Cifra de afaceri:
- 2008: 15,5 milioane lei[2]
- 2007: 17,3 milioane lei[2]

## Istoric
Istoricul companiei începe în 1923 prin înființarea companiei româno - austriacă, numită Farola, care producea sârmă, tablă și cabluri din cupru pentru motoarele utilajelor căilor ferate.
În anul 1948, Farola s-a unit cu compania metalurgică Metrom (înființată în 1935), formând SC Metrom SA.
De-a lungul timpului, compania a produs motoare pentru drujbe, compresoare de aer, motoare pentru utilaje de tăiat iarbă, compresoare de aer pentru camioane, tractoare și locomotive electrice.